# Sportverein Wacker Burghausen 2002-2003
Questa voce raccoglie le informazioni riguardanti lo Sportverein Wacker Burghausen nelle competizioni ufficiali della stagione 2002-2003.

## Stagione
Nella stagione 2002-2003 il Wacker Burghausen, allenato da Rudolf Bommer, concluse il campionato di 2. Bundesliga al 10º posto. In Coppa di Germania il Wacker Burghausen fu eliminato al primo turno dall'Energie Cottbus.

## Rosa
| N. |                     | Ruolo | Calciatore                |
| -- | ------------------- | ----- | ------------------------- |
| 1  | Germania (bandiera) | P     | Matthias Küfner           |
| 2  | Germania (bandiera) | D     | Franz Berger              |
| 3  | Germania (bandiera) | C     | Ronald Schmidt            |
| 4  | Germania (bandiera) | C     | Björn Hertl               |
| 5  | Germania (bandiera) | D     | Matthias Örüm             |
| 6  | Germania (bandiera) | D     | Marco Stark               |
| 7  | Germania (bandiera) | D     | Peter Richter             |
| 8  | Germania (bandiera) | A     | Macchambes Younga-Mouhani |
| 9  | Nigeria (bandiera)  | A     | Festus Agu                |
| 10 | Germania (bandiera) | A     | Toralf Konetzke           |
| 11 | Germania (bandiera) | A     | Markus Lützler            |
| 12 | Germania (bandiera) | C     | Manfred Burghartswieser   |
| 13 | Germania (bandiera) | C     | Roland Bonimeier          |
| 14 | Germania (bandiera) | D     | Martin Forkel             |
| 15 | Polonia (bandiera)  | C     | Alexandar Atanackovic     |

| N. |                              | Ruolo | Calciatore          |
| -- | ---------------------------- | ----- | ------------------- |
| 16 | Marocco (bandiera)           | C     | Youssef Mokhtari    |
| 17 | Germania (bandiera)          | C     | Robert Böhme        |
| 18 | Germania (bandiera)          | D     | Stefan Frühbeis     |
| 19 | Germania (bandiera)          | C     | Martin Oslislo      |
| 20 | Trinidad e Tobago (bandiera) | C     | Evans Wise          |
| 21 | Germania (bandiera)          | C     | Thomas Broich       |
| 22 | Slovenia (bandiera)          | C     | Rajko Tavčar        |
| 24 | Germania (bandiera)          | P     | Kay Wehner          |
| 25 | Germania (bandiera)          | D     | Alexander Neulinger |
| 29 | Germania (bandiera)          | C     | Timo Nagy           |
| 30 | Germania (bandiera)          | P     | Stefan Niedermayer  |
| 32 | Senegal (bandiera)           | D     | El Hadji Dione      |
| 33 | Polonia (bandiera)           | A     | Zbigniew Grzybowski |
|    | Germania (bandiera)          | C     | Stephan Schmidhuber |

## Organigramma societario
Area tecnica
- Allenatore: Rudolf Bommer
- Allenatore in seconda:
- Preparatore dei portieri:
- Preparatori atletici:

## Calciomercato

### Sessione estiva
| Acquisti | Acquisti         | Acquisti       | Acquisti |
| R.       | Nome             | da             | Modalità |
| -------- | ---------------- | -------------- | -------- |
| A        | Festus Agu       | Aalen          |          |
| A        | Toralf Konetzke  | St. Pauli      |          |
| C        | Youssef Mokhtari | Jahn Ratisbona |          |
| D        | Matthias Örüm    | Hoffenheim     |          |
| D        | Marco Stark      | Saarbrücken    |          |
| C        | Rajko Tavčar     | Norimberga     |          |
| C        | Evans Wise       | Elversberg     |          |

| Cessioni | Cessioni          | Cessioni             | Cessioni |
| R.       | Nome              | da                   | Modalità |
| -------- | ----------------- | -------------------- | -------- |
| D        | Stefan Binder     | Jahn Ratisbona       |          |
| A        | Alexander Blessin | Lokomotive Lipsia    |          |
| C        | Ivan Dimitrov     | Rodopa Smolian       |          |
| C        | Adam Gawron       | Wacker Burghausen II |          |
| A        | Stefan Hampl      | Feucht               |          |
| C        | Nikola Vasić      | Bonner               |          |
| D        | Florian Wurster   | Feucht               |          |
| C        | Jens-Uwe Zöphel   | Dresdner SC          |          |

### Sessione invernale
| Acquisti | Acquisti            | Acquisti       | Acquisti |
| R.       | Nome                | da             | Modalità |
| -------- | ------------------- | -------------- | -------- |
| D        | El Hadji Dione      | Siegen         |          |
| A        | Zbigniew Grzybowski | Zagłębie Lubin |          |

| Cessioni | Cessioni | Cessioni | Cessioni |
| R.       | Nome     | da       | Modalità |
| -------- | -------- | -------- | -------- |

## Risultati

### 2. Bundesliga

#### Girone di andata
| Arbitro: | Jansen |

|                          |           |              |
| Braham 17’ Latinovic 57’ | Marcatori | 34’ Konetzke |

| Burghausen 18 agosto 2002, ore 15:00 CEST 2ª giornata | Wacker Burghausen | 0 – 0 referto | Karlsruhe | Wacker-Arena (5 900 spett.)\| Arbitro: \| Wagner \| |
| Arbitro:                                              | Wagner            |               |           |                                                     |

| Duisburg 25 agosto 2002, ore 15:00 CEST 3ª giornata | Duisburg | 0 – 0 referto | Wacker Burghausen | Wedaustadion (7 999 spett.)\| Arbitro: \| Marks \| |
| Arbitro:                                            | Marks    |               |                   |                                                    |

| Arbitro: | Weber |

|              |           |                          |
| Agu 50’, 77’ | Marcatori | 4’ Ivanović 60’ Pflipsen |

| Arbitro: | Anklam |

|  |           |                                 |
|  | Marcatori | 30’ Frühbeis 68’ Younga-Mouhani |

| Arbitro: | Rafati |

|                                      |           |              |
| Lützler 53’ Schmidt 55’ Frühbeis 62’ | Marcatori | 10’ Feinbier |

| Arbitro: | Weber |

|                                      |           |            |
| Kullig 44’ Weißhaupt 52’ Bärwolf 86’ | Marcatori | 77’ Broich |

| Arbitro: | Walz |

|                                             |           |                            |
| Konetzke 13’, 50’ Frühbeis 37’ Mokhtari 71’ | Marcatori | 49’ (aut.) Örüm 92’ Rische |

| Arbitro: | Schmidt |

|                      |           |                           |
| Ristić 49’ Keïta 87’ | Marcatori | 45’ Schmidt 79’ Bonimeier |

| Arbitro: | Voss |

|  |           |                               |
|  | Marcatori | 28’ (rig.) Voronin 68’ Babatz |

| Arbitro: | Keßler |

|  |           |                                                               |
|  | Marcatori | 9’ (rig.) Mokhtari 64’ Berger 77’ Younga-Mouhani 87’ Frühbeis |

| Arbitro: | Kemmling |

|                                         |           |  |
| Hertl 20’ Berger 24’ Younga-Mouhani 90’ | Marcatori |  |

| Reutlingen 17 novembre 2002, ore 15:00 CET 13ª giornata | Reutlingen | 0 – 0 referto | Wacker Burghausen | Stadion an der Kreuzeiche (6 914 spett.)\| Arbitro: \| Stachowiak \| |
| Arbitro:                                                | Stachowiak |               |                   |                                                                      |

| Arbitro: | Lange |

|            |           |           |
| Broich 53’ | Marcatori | 59’ Meier |

| Arbitro: | Steinborn |

|                                |           |             |
| Coulibaly 26’ Tskitishvili 42’ | Marcatori | 48’ Oslislo |

| Arbitro: | Aust |

|               |           |                                    |
| Boy 6’ (aut.) | Marcatori | 4’ Birlik 83’ Rösler 90’ Policella |

| Arbitro: | Anklam |

|            |           |  |
| Kringe 57’ | Marcatori |  |

#### Girone di ritorno
| Arbitro: | Raquet |

|          |           |             |
| Örüm 42’ | Marcatori | 86’ Thömmes |

| Arbitro: | Meyer |

|                        |           |          |
| Eggimann 7’ Saenko 80’ | Marcatori | 86’ Örüm |

| Arbitro: | Gräfe |

|               |           |            |
| Bonimeier 12’ | Marcatori | 18’ Keidel |

| Arbitro: | Strampe |

|                         |           |                              |
| Spizak 18’ Ivanović 28’ | Marcatori | 22’, 45’, 49’ Younga-Mouhani |

| Arbitro: | Koop |

|                                 |           |                                         |
| Örüm 10’ Tavčar 37’ Oslislo 54’ | Marcatori | 33’ Skela 60’ (aut.) Tavčar 73’ Montero |

| Arbitro: | Margenberg |

|                        |           |                                                    |
| Feinbier 22’ Bella 50’ | Marcatori | 19’ Bonimeier 45’, 90’ Younga-Mouhani 49’ Mokhtari |

| Burghausen 9 marzo 2003, ore 15:00 CET 24ª giornata | Wacker Burghausen | 0 – 0 referto | Lubecca | Wacker-Arena (5 600 spett.)\| Arbitro: \| Frank \| |
| Arbitro:                                            | Frank             |               |         |                                                    |

| Braunschweig 16 marzo 2003, ore 15:00 CET 25ª giornata | Eintracht Braunschweig | 0 – 0 referto | Wacker Burghausen | Stadion an der Hamburger Straße (13 027 spett.)\| Arbitro: \| Scheppe \| |
| Arbitro:                                               | Scheppe                |               |                   |                                                                          |

| Arbitro: | Steinborn |

|  |           |              |
|  | Marcatori | 38’ Baumgart |

| Arbitro: | Weiner |

|                        |           |  |
| Azaouagh 40’ Thurk 73’ | Marcatori |  |

| Arbitro: | Pickel |

|                       |           |  |
| Örüm 65’ Mokhtari 90’ | Marcatori |  |

| Oberhausen 20 aprile 2003, ore 15:00 CEST 29ª giornata | RW Oberhausen | 0 – 0 referto | Wacker Burghausen | Niederrheinstadion (3 132 spett.)\| Arbitro: \| Lange \| |
| Arbitro:                                               | Lange         |               |                   |                                                          |

| Arbitro: | Marks |

|             |           |  |
| Schmidt 75’ | Marcatori |  |

| Arbitro: | Aust |

|                                 |           |                      |
| Fröhlich 10’ İnceman 36’ (rig.) | Marcatori | 15’ Örüm 90’ Schmidt |

| Arbitro: | Rafati |

|            |           |                       |
| Lützler 4’ | Marcatori | 12’ Willi 70’ Ramdane |

| Arbitro: | Meyer |

|                         |           |                        |
| Schlicke 17’ Eigler 71’ | Marcatori | 63’ Broich 78’ Lützler |

| Arbitro: | Kammerer |

|                               |           |  |
| Younga-Mouhani 8’ Schmidt 60’ | Marcatori |  |

### Coppa di Germania
| Arbitro: | Kircher |

|  |           |                         |
|  | Marcatori | 33’ Kałużny 40’ Miriuţă |

## Statistiche

### Statistiche di squadra
| Competizione      | Punti | In casa | In casa | In casa | In casa | In casa | In casa | In trasferta | In trasferta | In trasferta | In trasferta | In trasferta | In trasferta | Totale | Totale | Totale | Totale | Totale | Totale | DR |
| Competizione      | Punti | G       | V       | N       | P       | Gf      | Gs      | G            | V            | N            | P            | Gf           | Gs           | G      | V      | N      | P      | Gf     | Gs     | DR |
| ----------------- | ----- | ------- | ------- | ------- | ------- | ------- | ------- | ------------ | ------------ | ------------ | ------------ | ------------ | ------------ | ------ | ------ | ------ | ------ | ------ | ------ | -- |
| 2. Bundesliga     | 44    | 17      | 6       | 7       | 4       | 25      | 19      | 17           | 4            | 7            | 6            | 23           | 22           | 34     | 10     | 14     | 10     | 48     | 41     | +7 |
| Coppa di Germania | -     | 1       | 0       | 0       | 1       | 0       | 2       | 0            | 0            | 0            | 0            | 0            | 0            | 1      | 0      | 0      | 1      | 0      | 2      | -2 |
| Totale            | 44    | 18      | 6       | 7       | 5       | 25      | 21      | 17           | 4            | 7            | 6            | 23           | 22           | 35     | 10     | 14     | 11     | 48     | 43     | +5 |

### Andamento in campionato
| Giornata  | 1  | 2  | 3  | 4  | 5  | 6 | 7  | 8 | 9 | 10 | 11 | 12 | 13 | 14 | 15 | 16 | 17 | 18 | 19 | 20 | 21 | 22 | 23 | 24 | 25 | 26 | 27 | 28 | 29 | 30 | 31 | 32 | 33 | 34 |
| --------- | -- | -- | -- | -- | -- | - | -- | - | - | -- | -- | -- | -- | -- | -- | -- | -- | -- | -- | -- | -- | -- | -- | -- | -- | -- | -- | -- | -- | -- | -- | -- | -- | -- |
| Luogo     | T  | C  | T  | C  | T  | C | T  | C | T | C  | T  | C  | T  | C  | T  | C  | T  | C  | T  | C  | T  | C  | T  | C  | T  | C  | T  | C  | T  | C  | T  | C  | T  | C  |
| Risultato | P  | N  | N  | N  | V  | V | P  | V | N | P  | V  | V  | N  | N  | P  | P  | P  | N  | P  | N  | V  | N  | V  | N  | N  | P  | P  | V  | N  | V  | N  | P  | N  | V  |
| Posizione | 10 | 12 | 12 | 11 | 10 | 9 | 10 | 8 | 8 | 10 | 9  | 7  | 8  | 8  | 10 | 11 | 11 | 10 | 11 | 10 | 10 | 10 | 9  | 9  | 10 | 10 | 11 | 9  | 11 | 10 | 9  | 11 | 10 | 10 |

Legenda:

Luogo: C = Casa; T = Trasferta. Risultato: V = Vittoria; N = Pareggio; P = Sconfitta.

### Statistiche dei giocatori
| Giocatore          | 2. Bundesliga | 2. Bundesliga | 2. Bundesliga | 2. Bundesliga | Coppa di Germania | Coppa di Germania | Coppa di Germania | Coppa di Germania | Totale   | Totale | Totale      | Totale     |
| Giocatore          | Presenze      | Reti          | Ammonizioni   | Espulsioni    | Presenze          | Reti              | Ammonizioni       | Espulsioni        | Presenze | Reti   | Ammonizioni | Espulsioni |
| ------------------ | ------------- | ------------- | ------------- | ------------- | ----------------- | ----------------- | ----------------- | ----------------- | -------- | ------ | ----------- | ---------- |
| F. Agu             | 11            | 2             | 1             | 0             | 0                 | 0                 | 0                 | 0                 | 11       | 2      | 1           | 0          |
| A. Atanackovic     | 0             | 0             | 0             | 0             | 0                 | 0                 | 0                 | 0                 | 0        | 0      | 0           | 0          |
| F. Berger          | 23            | 2             | 7             | 0             | 0                 | 0                 | 0                 | 0                 | 23       | 2      | 7           | 0          |
| R. Bonimeier       | 30            | 3             | 3             | 0             | 0                 | 0                 | 0                 | 0                 | 30       | 3      | 3           | 0          |
| T. Broich          | 32            | 3             | 2             | 0             | 1                 | 0                 | 0                 | 0                 | 33       | 3      | 2           | 0          |
| M. Burghartswieser | 17            | 0             | 1             | 0             | 1                 | 0                 | 0                 | 0                 | 18       | 0      | 1           | 0          |
| R. Böhme           | 3             | 0             | 0             | 0             | 0                 | 0                 | 0                 | 0                 | 3        | 0      | 0           | 0          |
| E. Dione           | 6             | 0             | 1             | 0             | 0                 | 0                 | 0                 | 0                 | 6        | 0      | 1           | 0          |
| M. Forkel          | 26            | 0             | 4             | 0             | 1                 | 0                 | 0                 | 0                 | 27       | 0      | 4           | 0          |
| S. Frühbeis        | 28            | 4             | 8             | 0             | 1                 | 0                 | 0                 | 0                 | 29       | 4      | 8           | 0          |
| Z. Grzybowski      | 16            | 0             | 1             | 0             | 0                 | 0                 | 0                 | 0                 | 16       | 0      | 1           | 0          |
| B. Hertl           | 27            | 1             | 4             | 2             | 1                 | 0                 | 0                 | 0                 | 28       | 1      | 4           | 2          |
| T. Konetzke        | 16            | 3             | 1             | 0             | 1                 | 0                 | 0                 | 0                 | 17       | 3      | 1           | 0          |
| M. Küfner          | 5             | 0             | 0             | 0             | 0                 | 0                 | 0                 | 0                 | 5        | 0      | 0           | 0          |
| M. Lützler         | 24            | 3             | 2             | 0             | 1                 | 0                 | 0                 | 0                 | 25       | 3      | 2           | 0          |
| Y. Mokhtari        | 30            | 4             | 4             | 0             | 1                 | 0                 | 0                 | 0                 | 31       | 4      | 4           | 0          |
| T. Nagy            | 0             | 0             | 0             | 0             | 0                 | 0                 | 0                 | 0                 | 0        | 0      | 0           | 0          |
| A. Neulinger       | 0             | 0             | 0             | 0             | 0                 | 0                 | 0                 | 0                 | 0        | 0      | 0           | 0          |
| S. Niedermayer     | 0             | 0             | 0             | 0             | 0                 | 0                 | 0                 | 0                 | 0        | 0      | 0           | 0          |
| M. Oslislo         | 32            | 2             | 4             | 0             | 1                 | 0                 | 0                 | 0                 | 33       | 2      | 4           | 0          |
| P. Richter         | 0             | 0             | 0             | 0             | 0                 | 0                 | 0                 | 0                 | 0        | 0      | 0           | 0          |
| S. Schmidhuber     | 0             | 0             | 0             | 0             | 0                 | 0                 | 0                 | 0                 | 0        | 0      | 0           | 0          |
| R. Schmidt         | 21            | 5             | 4             | 0             | 0                 | 0                 | 0                 | 0                 | 21       | 5      | 4           | 0          |
| M. Stark           | 11            | 0             | 2             | 0             | 0                 | 0                 | 0                 | 0                 | 11       | 0      | 2           | 0          |
| R. Tavčar          | 13            | 1             | 6             | 0             | 1                 | 0                 | 0                 | 0                 | 14       | 1      | 6           | 0          |
| K. Wehner          | 29            | 0             | 1             | 0             | 1                 | 0                 | 0                 | 0                 | 30       | 0      | 1           | 0          |
| E. Wise            | 2             | 0             | 0             | 0             | 1                 | 0                 | 0                 | 0                 | 3        | 0      | 0           | 0          |
| M. Younga-Mouhani  | 30            | 9             | 4             | 2             | 1                 | 0                 | 0                 | 0                 | 31       | 9      | 4           | 2          |
| M. Örüm            | 33            | 5             | 5             | 0             | 1                 | 0                 | 0                 | 0                 | 34       | 5      | 5           | 0          |